# Bannes (Haute-Marne)
Bannes ist eine französische Gemeinde mit 364 Einwohnern (Stand: 1. Januar 2022) im Département Haute-Marne in der Region Grand Est. Sie gehört zum Kanton Nogent und zum Arrondissement Langres. 

## Lage
Bannes liegt am kleinen Stausee Réservoir de Charmes, der vom Flüsschen Val de Gris gebildet wird.
Nachbargemeinden sind:
| Charmes               | Changey                                     |                  |
| Champigny-lès-Langres | Kompassrose, die auf Nachbargemeinden zeigt | Neuilly-l’Évêque |
|                       | Peigney                                     | Orbigny-au-Val   |

## Bevölkerungsentwicklung
| Jahr                       | 1962 | 1968 | 1975 | 1982 | 1990 | 1999 | 2008 | 2018 |
| -------------------------- | ---- | ---- | ---- | ---- | ---- | ---- | ---- | ---- |
| Einwohner                  | 292  | 265  | 312  | 365  | 393  | 392  | 404  | 372  |
| Quellen: Cassini und INSEE |      |      |      |      |      |      |      |      |